# Charles Catteau

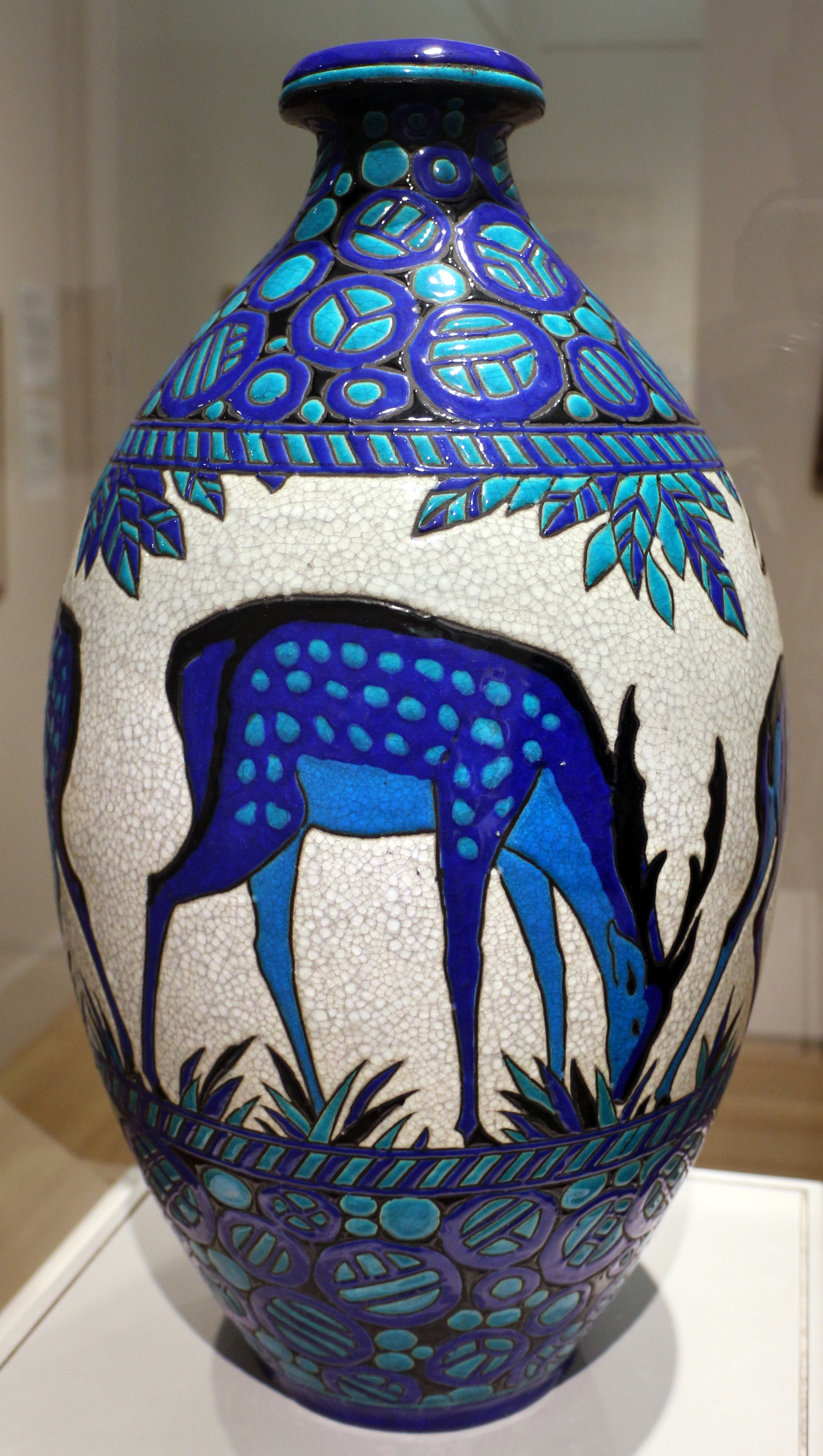
Vază pentru Boch Frères, ca. 1924

Charles Catteau (n. 26 ianuarie 1880, Douai, Nord-Pas-de-Calais, Franța – d. 20 octombrie 1966, Nisa, Franța) a fost un designer industrial Art Déco francez.

## Biografie
Născut la Douai, Charles Catteau s-a format la Școala Națională de Ceramică⁠(d) din Sèvres și a urmat un curs de formare la Fabrica Națională de Porțelan din același oraș. În 1904, Catteau a fost angajat de Fabrica germană de porțelan Nymphenburg de lângă München.
În decembrie 1906 s-a mutat la La Louvière cu mica sa familie și a început să lucreze pentru Boch Frères Keramis, o fabrică belgiană de faianță situată în La Louvière încă din secolul al XIX-lea. Nu este clar dacă Anna Boch⁠(d) l-a introdus pe Catteau în fabrica La Louvière. Cei doi artiști se cunoșteau încă din Munchen. Catteau a devenit imediat membru al „Kring Der Vrienden Der Schone Kunsten” (= Cercul de prieteni ai artelor frumoase) al Annei Boch.
În 1907 a fost numit șef al Departamentului de Decorațiuni și al Atelierului de Design Imaginativ, unde a rămas până în 1948. A murit la Nisa în 1966.